# Bunchosia jamaicensis
Bunchosia jamaicensis là một loài thực vật thuộc họ Malpighiaceae. Đây là loài đặc hữu của Jamaica.